# Lista över slag i amerikanska inbördeskriget
Det amerikanska inbördeskriget utkämpades 1861-1865.
- 1861 - Slaget vid Fort Sumter
- 1861 - Första slaget vid Bull Run
- 1861 - Slaget vid Belmont
- 1862 - Slaget vid Antietam
- 1862 - Andra slaget vid Bull Run
- 1862 - Slaget vid Shiloh
- 1862 - Slaget vid Hampton Roads

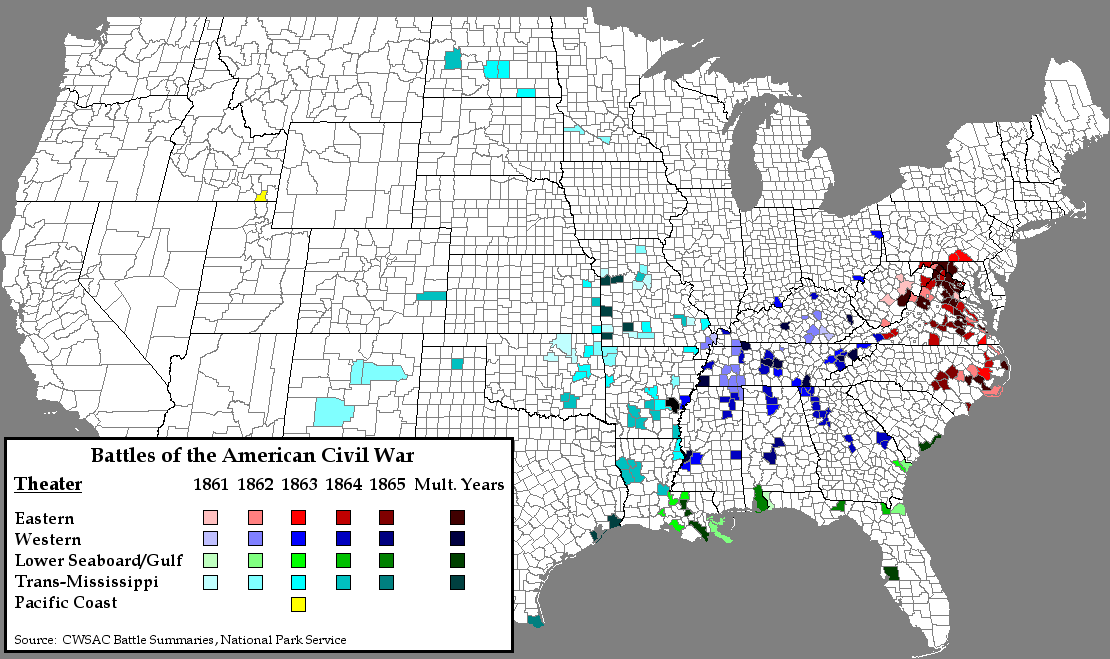
Slag under amerikanska inbördeskriget, efter år och område

- 1862 - Första slaget vid Fredericksburg
- 1863 - Slaget vid Chancellorsville
- 1863 - Andra slaget vid Fredericksburg
- 1863 - Slaget vid Vicksburg
- 1863 - Slaget vid Gettysburg
- 1863 - Slaget vid Chattanooga
- 1864 - Slaget vid Atlanta
- 1864 - Slaget i vildmarken
- 1864 - Slaget vid Cold Harbor
- 1864 - Belägringen av Petersburg
- 1865 - Slaget vid Appomattox